# Usambaragebergte
Het  Usambaragebergte ligt in het noordoosten van Tanzania en is een deel van de Eastern Arc Mountains. Het gebergte is bedekt met tropisch regenwoud, nevelwoud, grasland en agrarisch gebied. De hoogste toppen van het gebergte zijn 2440 meter hoog en liggen in de omgeving van Lushoto. 